# ویگو مورتنسن
ویگو پیتر مورتنسن جونیور (انگلیسی: Viggo Peter Mortensen Jr.؛ زادهٔ ۲۰ اکتبر ۱۹۵۸) بازیگر و مؤلف آمریکایی است. او برای نقش‌های برجسته‌ای که در فیلم‌هایی با ژانرهای متفاوت ایفا کرده‌است شهرت دارد. او چند جایزه کسب کرده و همچنین نامزد دریافت سه جایزهٔ اسکار، سه جایزهٔ فیلم بفتا و چهار جایزهٔ گلدن گلوب بوده‌است.
مورتنسن در ایالت نیویورک از پدری دانمارکی و مادری آمریکایی به دنیا آمد و بزرگ شد و در دوران کودکی خود نیز در آرژانتین زندگی می‌کرد. اولین نقش سینمایی او مربوط به حضوری کوتاه در فیلم هیجان‌انگیز شاهد (۱۹۸۵) بود. او سپس در فیلم‌های مختلفی ظاهر شد و مدتی بعد با بازی در نقش آراگورن در فیلم ماجراجویی ارباب حلقه‌ها: یاران حلقه (۲۰۰۱) به بازیگری برجسته تبدیل شد. او این نقش را در دنباله‌های بعدی این فیلم یعنی سه‌گانهٔ ارباب حلقه‌ها بازآفرینی کرد. مورتنسن در سال ۲۰۰۷ برای بازی در فیلم گانگستری قول‌های شرقی نامزد دریافت جوایز اسکار، گلدن گلوب و بفتا در رشتهٔ بهترین بازیگر نقش اول مرد شد. همچنین در سال ۲۰۱۲ برای بازی در فیلم تاریخی یک روش خطرناک نامزد دریافت جایزهٔ گلدن گلوب شد. او از آن زمان تاکنون برای بازی در فیلم‌های کمدی-درام کاپیتان خارق‌العاده (۲۰۱۶) و کتاب سبز (۲۰۱۸) مورد تحسین منتقدان قرار گرفته و نامزد دریافت جوایز اسکار شده‌است.
ویگو علاوه بر بازیگری، به صورت حرفه‌ای عکاسی و نقاشی نیز می‌کند. همچنین او در سال ۲۰۰۲ مؤسسه‌ای را با نام پریسوال پرس بنیان نهاد که در آن آثار ادبی هنرمندان به چاپ می‌رسد.

## حرفه
ویگو مورتنسن با فیلم مدرک در سال ۱۹۸۴ در یک نقش کمرنگ بازی کرد. این فیلم فیلم موفقی بود که
برنده دو جایزه اسکار شد.
سپس در یک نقش کمرنگ دیگر در فیلم رز بنفش قاهره کارگردان وودی آلن بازی کرد هرچند که قسمت‌های او به کل از فیلم حذف شد.
فیلم رومانتیک رستگاری (۱۹۸۷) و فیلم ترسناک زندان (۱۹۸۸) اولین فیلم‌هایی بودند که وی در آنها نقش اول مرد را ایفا می‌کرد.
بعد از ۱۵ سال بازی در فیلم‌های تلویزیونی، مورتنسن نقش آراگورن را در مجموعه ارباب حلقه‌ها بازی کرد و به شهرت جهانی رسید. (بین سالهای ۲۰۰۱ تا ۲۰۰۳) وی به خاطر بازی قابل قبول اش در این فیلمها جوایز متعددی بدست آورد.
مورتنسن در دو فیلم با کارگردان بزرگ، دیوید کراننبرگ همکاری کرده‌است. یکی سابقه خشونت در سال ۲۰۰۴ و دیگری قول‌های شرقی در سال ۲۰۰۷.

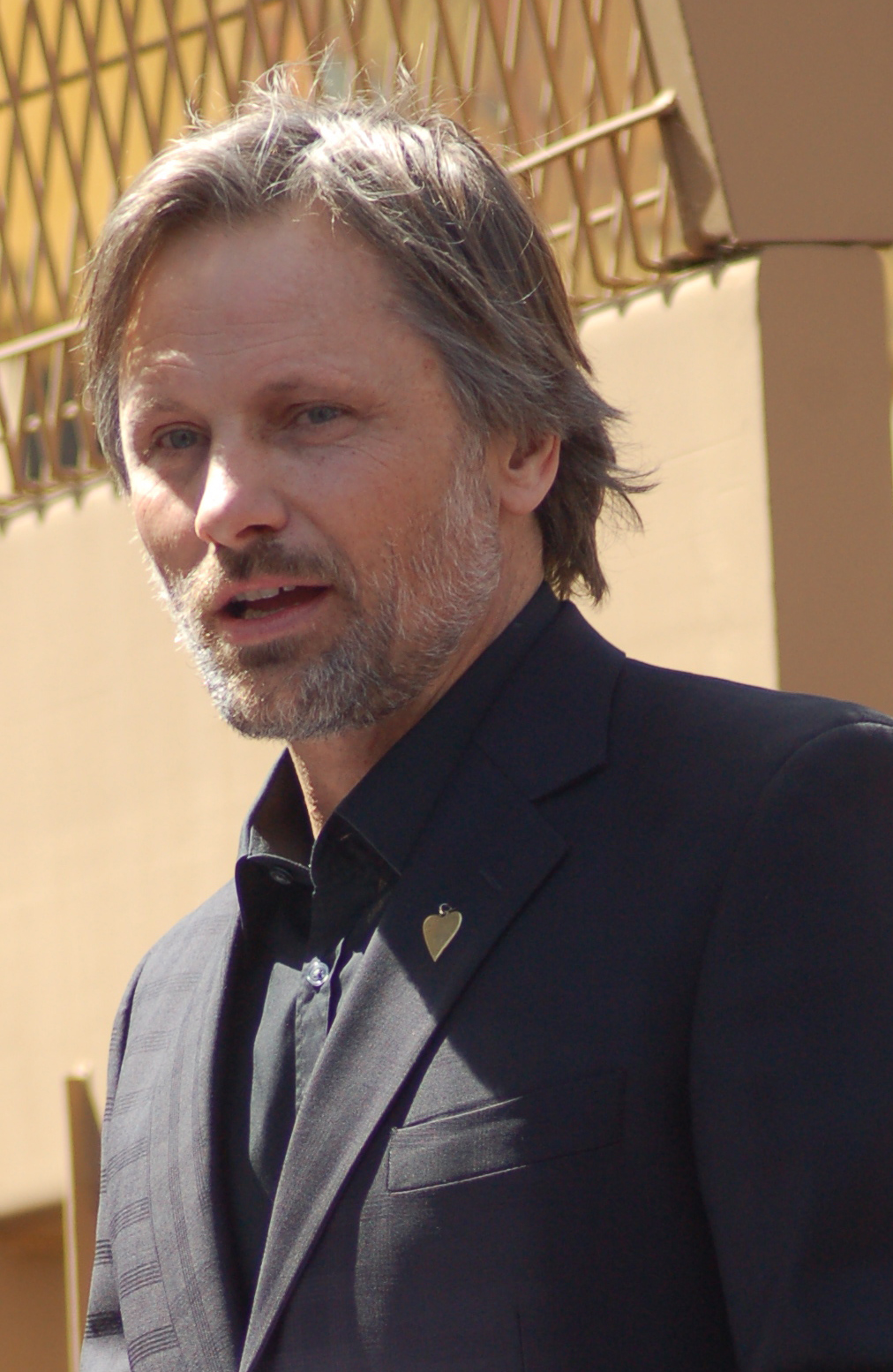
در سال ۲۰۱۰

وعده‌های شرقی تا کنون تحسین شده‌ترین فیلم کارنامه وی بوده‌است. او به خاطر بازی چشمگیرش در نقش نیکلای، مأمور مخفی پلیس در فیلم نامزد جایزه اسکار شد ولی جایزه به دانیل دی لوئیس در فیلم خون به پا خواهد شد تعلق گرفت.

## قسمتی از فیلم‌شناسی
| سال  | نام فیلم                          | نقش                   | توضیحات                                |
| ---- | --------------------------------- | --------------------- | -------------------------------------- |
| ۱۹۸۵ | شاهد                              | موسز                  |                                        |
| ۱۹۸۷ | معاون میامی                       | ادی                   |                                        |
| ۱۹۸۷ | رستگاری                           | جروم استمپل           |                                        |
| ۱۹۸۷ | زندان                             | بارک                  |                                        |
| ۱۹۸۸ | اسب‌های تازه‌نفس                    | گرین                  |                                        |
| ۱۹۹۰ | Tripwire (film)                   | هانس                  |                                        |
| ۱۹۹۰ | چهره چرمی: کشتار اره برقی تگزاس ۳ | ادوارد                |                                        |
| ۱۹۹۰ | اسلحه‌های جوان ۲                   | جان                   |                                        |
| ۱۹۹۰ | پوست منعکس کننده                  | کامرون                |                                        |
| ۱۹۹۱ | دونده هندی                        | فرانک                 |                                        |
| ۱۹۹۳ | نقطه جوش                          | رونی                  |                                        |
| ۱۹۹۳ | روبی کایرو                        | جانی                  |                                        |
| ۱۹۹۳ | راه کارلیتو                       | لالین                 |                                        |
| ۱۹۹۳ | جوانان آمریکایی                   | کارل فرازر            |                                        |
| ۱۹۹۴ | خدمه                              | فیلیپ                 |                                        |
| ۱۹۹۴ | تقلا                              | مرد بی‌خانمان          |                                        |
| ۱۹۹۴ | یاکوزای آمریکایی                  | نیک دیویس/دیوید       |                                        |
| ۱۹۹۵ | جزر و مد سرخ                      | پیتر                  |                                        |
| ۱۹۹۵ | عشق ظهر تاریکی                    | کلی                   |                                        |
| ۱۹۹۵ | نبوت                              | لوسیفر                |                                        |
| ۱۹۹۶ | تمساح آلبینو                      | گای فوکارد            |                                        |
| ۱۹۹۶ | روشنی روز                         | روی نورد              |                                        |
| ۱۹۹۶ | پرتره یک بانو                     | کاسپر                 |                                        |
| ۱۹۹۷ | نقطه گریز                         | گای فوکارد            |                                        |
| ۱۹۹۷ | جی.آی. جین                        | فرمانده جان جیمز      |                                        |
| ۱۹۹۷ | اسلحه برادرم                      | جوانیتو               |                                        |
| ۱۹۹۸ | قتلی بی‌نقص                        | دیوید شاو             |                                        |
| ۱۹۹۸ | روانی                             | سم لومیس              |                                        |
| ۱۹۹۹ | پیاده‌روی روی ماه                  | واکر جرومی            |                                        |
| ۲۰۰۰ | ۲۸ روز                            | ادی بون               |                                        |
| ۲۰۰۱ | ارباب حلقه‌ها: یاران حلقه          | آراگورن               |                                        |
| ۲۰۰۲ | ارباب حلقه‌ها: دو برج              | آراگورن               |                                        |
| ۲۰۰۳ | ارباب حلقه‌ها: بازگشت پادشاه       | آراگورن               |                                        |
| ۲۰۰۴ | هیدالگو                           | فرانک هاپکینس         |                                        |
| ۲۰۰۵ | سابقه خشونت                       | تام استال/جویی کیوزک  |                                        |
| ۲۰۰۶ | آلاتریست                          | کاپیتان دیگو الاتریست |                                        |
| ۲۰۰۷ | قول‌های شرقی                       | نیکلای                | نامزد دریافت جایزه اسکار بهترین بازیگر |
| ۲۰۰۸ | آپالوسا                           | اوریت                 |                                        |
| ۲۰۰۸ | خوب                               | جان هالدر             |                                        |
| ۲۰۰۹ | جاده                              | مرد                   |                                        |
| ۲۰۱۱ | یک روش خطرناک                     | زیگموند فروید         |                                        |
| ۲۰۱۲ | در جاده                           | ویلیام اس. باروز      |                                        |
| ۲۰۱۲ | هر کسی برنامه ای دارد             | پدرو/اگوستین          | تهیه‌کننده                              |
| ۲۰۱۴ | دو چهره ماه ژانویه                | کاستر مکفرلاند        |                                        |
| ۲۰۱۴ | حاوحا                             | جانار دنسن            | تهیه‌کننده و آهنگساز                    |
| ۲۰۱۴ | دور از مردان                      | دارو                  | هم چنین تهیه‌کننده                      |
| ۲۰۱۶ | کاپیتان خارق‌العاده                | بن کش                 |                                        |
| ۲۰۱۸ | کتاب سبز                          | تونی لیپ              |                                        |
| ۲۰۲۰ | سقوط                              |                       | همچنین نویسنده و تهیه‌کننده             |
| ۲۰۲۲ | جنایات آینده                      |                       |                                        |
| ۲۰۲۲ | سیزده جان                         |                       |                                        |